# Alkmene

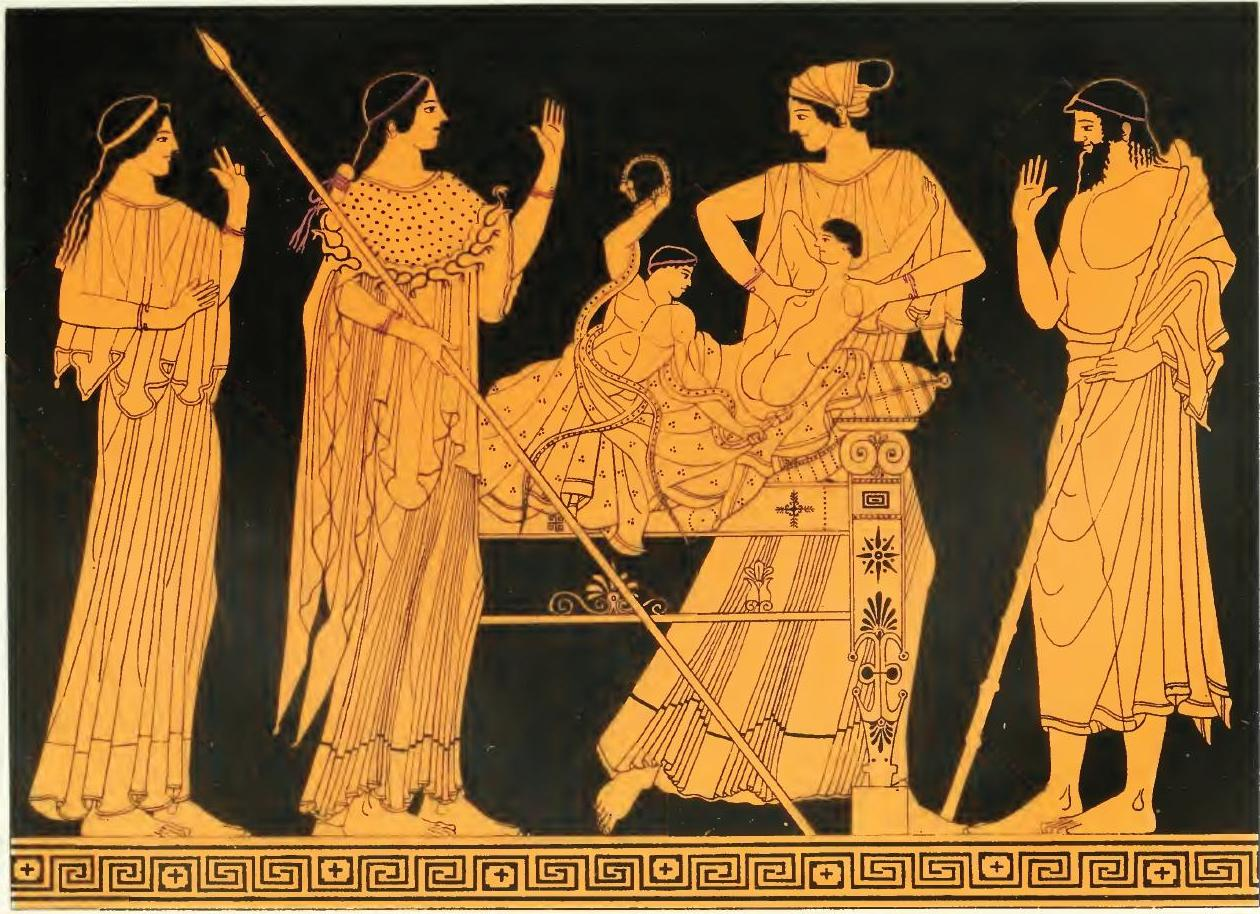
Schlangenwürgender Herakles, Iphikles und Alkmene, Athena mit Lanze, rechts Amphitryon; Stamnos des Berliner Malers, um 480/70 v. Chr. (Paris, Louvre G 192)

Alkmene (altgriechisch Ἀλκμήνη Alkmḗnē, deutsch ‚die Starke‘, lateinisch Alcmena, Alcumena) war in der griechischen Mythologie die Mutter des Herakles, des größten Helden des antiken Griechenlands.
Hesiod beschreibt Alkmene als hochgewachsene unübertreffliche Schönheit, die zudem klug war wie keine andere sterbliche Person.

## Mythos
Alkmene wird zumeist als Tochter des Perseussohnes Elektryon angesehen, während der Name ihrer Mutter in den verschiedenen Fassungen des Stoffes schwankt. Mal ist es Anaxo, die Tochter ihres „Onkels“ Alkaios, mal eine der Töchter des Pelops, Lysidike oder Eurydike. Laut Asios von Samos, einem Dichter wohl des frühen 7. Jahrhunderts v. Chr., waren Amphiaraos und Eriphyle Alkmenes Eltern. Euripides spricht sie in seiner Tragödie Alkestis als Tiryntherin an, während Elektryon eigentlich über Mykene oder Mideia herrschte. Auch bei Ovid trägt sie den Beinamen Tirynthia „Frau aus Tiryns“.
In der tirynthischen Sagenform war Alektrona der Name Alkmenes, der dann zu Elektryone gewandelt wurde – eine Verschmelzung mit der rhodischen Göttin Alektrona, der Tochter des Helios mit der Rhodos und Gemahlin unter anderem des Amphiaraos und der Zeusverkörperung in Form des Goldenen Regens, Elektryon.

### Amphitryon
Als die Söhne des Pterelaos nach Mykene kamen und als Nachkommen von Elektryons Bruder Mestor Ansprüche stellten, wurden im folgenden Streit alle zwölf Brüder Alkmenes, aber bis auf einen auch die Söhne Pterelaos’ getötet. Der überlebende Eueres stahl die Rinder des Elektryon und übergab sie Polyxenos, dem König von Elis. Von diesem kaufte sie Amphitryon, der Sohn des Alkaios, und gab sie Elektryon zurück. Um seine Söhne zu rächen, rüstete sich Elektryon zum Kampf und übertrug die Herrschaft über sein Reich für die Zeit seiner Abwesenheit an Amphitryon, dem er auch Alkmene anvertraute und das Versprechen abnahm, Alkmene bis zu seiner Rückkehr nicht anzurühren. Noch vor der Abreise tötete Amphitryon jedoch entweder aus Versehen oder im Streit seinen zukünftigen Schwiegervater.
Daraufhin nutzte Sthenelos, der Bruder des Getöteten, die Gelegenheit, die Herrschaft zu übernehmen, und wies den mit Blutschuld beladenen Amphitryon aus Mykene. Aus Liebe schloss sich Alkmene dem Verstoßenen an, begleitet von ihrem Halbbruder Likymnios. Sie zogen nach Theben zu König Kreon, der Amphitryon von seiner Schuld reinigte. Nach Hesiod waren Alkmene und Amphitryon zu dieser Zeit bereits verheiratet, die Ehe aber noch nicht vollzogen, da Alkmene dies von der Rache für ihre gefallenen Brüder abhängig machte. Nach der Bibliotheke des Apollodor machte Alkmene die Hochzeit selbst von dieser Bedingung abhängig.

### Geliebte des Zeus
Amphitryon schwört, Alkmene nicht eher zur Frau zu nehmen, als er ihre Brüder gerächt habe, und zieht gegen die Taphier und Teleboer. Kurz vor seiner Rückkehr nähert sich Zeus des Nachts der Alkmene, um einen Helden zu zeugen, nimmt hierfür die Gestalt des Amphitryon an und berichtet von seinen Taten. Als Beweis schenkt er ihr den Becher des Pterelaos und ein Halsband. Bei Pindar kommt er in Form goldenen Regens zu Alkmene.
Um genügend Zeit mit Alkmene zu haben, bittet Zeus den Helios in jüngeren Versionen des Mythos – bei Hesiod und Pherekydes ist das Element noch unbekannt –, einen Tag nicht aufzugehen. Aus der dreifach langen Nacht, über die sich Alkmene wundert, werden in der folgenden Überlieferung drei Nächte, dann drei Tage. Noch in derselben oder in der darauffolgenden Nacht kehrt Amphitryon zurück, wird aber nur kühl von Alkmene empfangen, die ja glaubte, er habe ihr seine Taten schon berichtet, seine Geschenke schon überreicht und die Nacht mit ihr verbracht. Verwirrt, wird er von dem Seher Teiresias über die Geschehnisse der letzten Nacht aufgeklärt und meidet in der Folge das gemeinsame Lager. In der nicht erhaltenen Alkmene des Dichters Euripides wollte anscheinend Amphitryon die vermeintliche Untreue der Alkmene mit dem Scheiterhaufen bestrafen. Doch überzeugte ihn das Eingreifen des Zeus in Form von Regen von ihrer Unschuld und er erkannte das Walten eines Gottes.

### Mutter des Herakles
Als Herakles’ Geburt bevorsteht und Zeus sich dessen in der Götterversammlung rühmt und meint, aus seinem Blut werde heute einer geboren, der alle Menschen, namentlich die Argiver, beherrschen werde, sorgt Hera dafür, dass Sthenelos’ Sohn Eurystheus, über seinen Großvater Perseus ebenfalls aus dem Blute des Zeus, als Siebenmonatskind noch vor Herakles auf die Welt kommt, indem sie die Niederkunft der Alkmene verzögert. Diese ursprüngliche Fassung, der auch Diodor folgt, kennt noch keinen Zwillingsbruder des Herakles, den von Amphitryon gezeugten Iphikles, der erst mit Hesiod und Pindar als gleichzeitig geborener Zwillingsbruder dem Mythos integriert wird, in der noch jüngeren Überlieferung dann einen Tag später zur Welt kommt.
Im Leben des jungen Herakles spielt Alkmene keine ausgezeichnete Rolle mehr. Es wird aus den Kindheitstagen des Helden berichtet, dass Alkmene die Kinder in einem Schild wiegt oder über den die Schlangen würgenden Herakles erschrickt. Nach dem Tod des Amphitryon heiratet sie den aus Kreta stammenden Zeussohn Rhadamanthys, der nach Böotien geflohen war.

### Vertreibung und Ende
Nachdem Herakles seinen Dienst bei Eurystheus beendet hat, wird sie mit ihren Söhnen und Enkeln, den Herakleiden, aus Tiryns ausgewiesen, flieht zunächst nach Pheneos, nach dem Tod des Herakles unter der Verfolgung durch Eurystheus weiter nach Trachis zu König Këyx. Dort abgewiesen, landen sie und die Herakliden in Athen bei König Demophon, wo sie endgültig Aufnahme finden. Den in der Folge gefangenen Eurystheus tötet sie oder sticht dem getöteten Eurystheus die Augen aus.
Nach dem Tod des Eurystheus ziehen sie und die Herakleiden nach Theben, wo Alkmene in hohem Alter stirbt. Auf Befehl des Zeus wird sie von Hermes auf die Insel der Seligen entrückt, um mit Rhadamanthys im Jenseits vereinigt zu werden. An ihrer Stelle finden die Herakleiden, die den schon vorbereiteten Sarg nicht bewegen konnten, einen Stein, den sie im Hain des ihr geweihten Heiligtums aufstellten. Ein Grab der Alkmene, die in Theben göttergleich verehrt wurde, gab es in Theben nicht.
In Haliartos jedoch, wo sie als Gattin des Rhadamanthys galt, zeigte man Alkmenes Grab, während ihre Gebeine von Agesilaos nach Sparta gebracht worden sein sollen. Auch in Megara zeigte man laut Pausanias ihr Grab. Denn einer anderen Version des Mythos zufolge starb Alkmene auf dem Weg von Argos nach Theben auf dem Gebiet von Megara und das Orakel von Delphi schlichtete den Streit unter den Herakleiden, wo sie bestattet werden solle, indem es verkündete, man bestatte sie am besten in Megara.

## Rezeption in der antiken Kunst
Bereits im 7. Jahrhundert v. Chr. und somit in archaischer Zeit, taucht Alkmene in der bildenden Kunst der Griechen auf. Ältestes Zeugnis ist die Darstellung auf der Lade des Kypselos, die von den Nachfahren des korinthischen Tyrannen als Weihgeschenk in den Tempel der Hera von Olympia gestiftet wurde. Der aus Zedernholz mit Schnitzereien und Einlegearbeiten aus Gold und Elfenbein verzierte Kasten vereinte zahlreiche mythische Szenen, unter anderem auch den Besuch des Zeus bei Alkmene in Gestalt des Amphitryon, wie er Alkmene den Becher des Pterelaos und das Halsband übergibt. Das Behältnis wird von Pausanias, der es bei seinem Besuch in Olympia im 2. Jahrhundert n. Chr. noch sah, ausführlich beschrieben. Dass es sich bei dem Halsband um das der Harmonia handelt, geht hervor aus der von Pausanias zuvor betonten Bemerkung, Alkmene sei nach der Genealogie bei Asios eine Tochter des Amphiaraos und der Eriphyle, die zunächst im Besitz des Halsbandes war und ebenso auf der Lade dargestellt war. Das Motiv der Halsbandübergabe durch Zeus glaubt man auch auf dem Relief einer spartanischen Basis aus dem 2. Viertel des 6. Jahrhunderts v. Chr. erkennen zu können.
Aus der Kindheit des Herakles und des Iphikles erzählt die Darstellung des schlangenwürgenden Herakles und des in die Arme seiner Mutter fliehenden Iphikles auf einem um 480/470 v. Chr. gefertigten Stamnos des Berliner Malers. Auf einer spätarchaischen Hydria des Alkmene-Malers vom Ende des 6. Jahrhunderts v. Chr. ist Alkmene mit dem auf einer Kline gelagerten Herakles in Begleitung von Athena und Hermes zu sehen. Alle Figuren sind durch Namensbeischriften identifiziert. Alkmene trägt auch in dieser Szene das Halsband. Sie steht, im Redegestus die Linke erhoben, zu Füßen ihres Sohnes.
Im 2. Viertel des 5. Jahrhunderts v. Chr. schuf der Bildhauer Kalamis eine Statue der Alkmene, die nur aus der schriftlichen Überlieferung bekannt ist, aber als vorzügliches Werk gelobt wurde. Im 5. Jahrhundert v. Chr. nahm sich vor allem die griechische Tragödie des Stoffes an. So gab es Tragödien Alkmene von Euripides, Ion, Astydamas und des Dionysios I., allesamt verloren und nur dem Titel nach, bestenfalls wie bei Euripides nur in Fragmenten, bekannt.

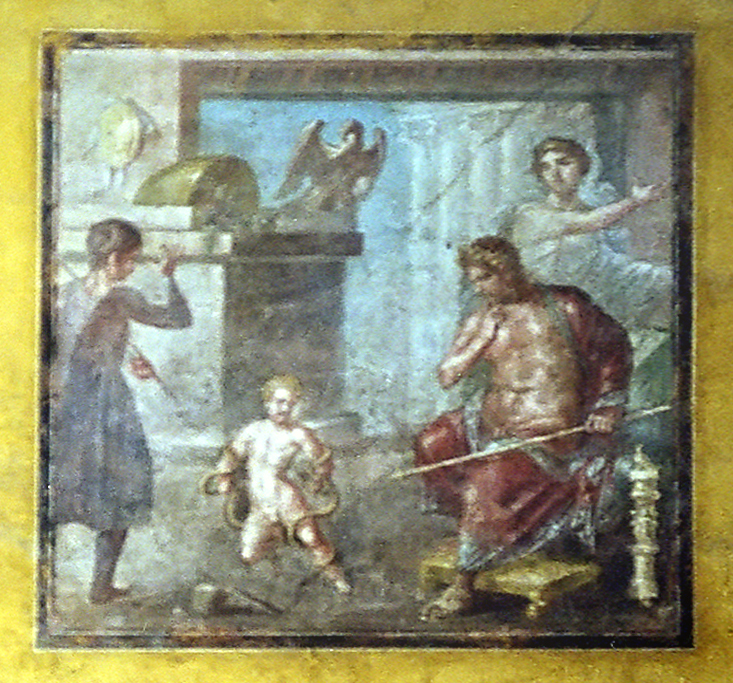
Schlangenwürgender Herakles mit sitzendem Amphitryon und im Hintergrund fliehender Alkmene, Wandmalerei in der Casa dei Vettii, Pompeji.

Reflexe der Alkmene des Euripides, in der Alkmene für ihre vermeintliche Untreue auf dem Scheiterhaufen landete, von Zeus aber gerettet wurde, lassen sich in der griechischen Vasenmalerei finden. So wird das Motiv auf einem um 400/390 v. Chr. gefertigten apulischen Kalyx-Krater dargestellt. Alkmene auf dem Altar mit Fackeln bringendem Amphitryon ist auch auf einem paestanischen Glockenkrater des Vasenmalers Python um 350/30 v. Chr. und auf einer kampanischen Amphora aus der 2. Hälfte des 4. Jahrhunderts v. Chr. zu sehen.
Thema der euripideischen Fassung scheint die Nyx makra, „die lange Nacht“, gewesen zu sein. Neben dieser dramatischen Sicht auf den Mythos gab es aber bereits gegen Ende des 5. Jahrhunderts v. Chr. auch die komische Sicht. So verfertigte Plato Comicus eine Komödie des Titels Nyx makra, deren Fragmente allerdings kein genaues Bild ihres komischen Charakters gewinnen lassen. Im Zusammenhang mit den zahlreichen Amphitryon behandelnden Tragödien, Komödien und Phlyakenpossen spielte naturgemäß Alkmene auch immer ihre Rolle.
In der großen Malerei war Alkmene ebenfalls Gegenstand der Darstellung. Zeuxis von Herakleia, ein griechischer Maler des späten 5. und frühen 4. Jahrhunderts v. Chr., malte eine Alkmene sowie einen kindlichen Herakles, wie er in Gegenwart von Alkmene und Amphitryon die Schlangen würgt, wobei es sich möglicherweise bei beiden Erwähnungen um das gleiche Gemälde handelt. Es gab mindestens ein Bild, das die um Schutz bittenden Herakleiden darstellte, unter ihnen auch Alkmene. Die Scholien weisen das Bild der Hand entweder des Apollodor von Athen oder des Pamphilos aus Amphipolis zu; der eine wirkte im letzten Drittel des 5. Jahrhunderts v. Chr., der andere in der 1. Hälfte des 4. Jahrhunderts v. Chr.
Das Motiv des im Beisein seiner Eltern schlangenwürgenden Herakles ist auch auf drei Wandgemälden aus Pompeji und Herkulaneum erhalten.